# Holaxonia
Sous-ordre
Les Holaxonia sont un sous-ordre de cnidaires anthozoaires, des coraux de l'ordre des Alcyonacea.

## Liste des familles
Selon ITIS (4 juillet 2018) :
- famille Acanthogorgiidae Gray, 1859
- famille Ainigmaptilidae
- famille Chrysogorgiidae Verrill, 1883
- famille Gorgoniidae Lamouroux, 1812
- famille Ifalukellidae
- famille Paramuriceidae Bayer, 1956
- famille Plexauridae Gray, 1859

Selon BioLib (4 juillet 2018) :
- famille supplémentaire : Isididae (orthographiée Isidiidae)